# 鹿特丹愛樂樂團

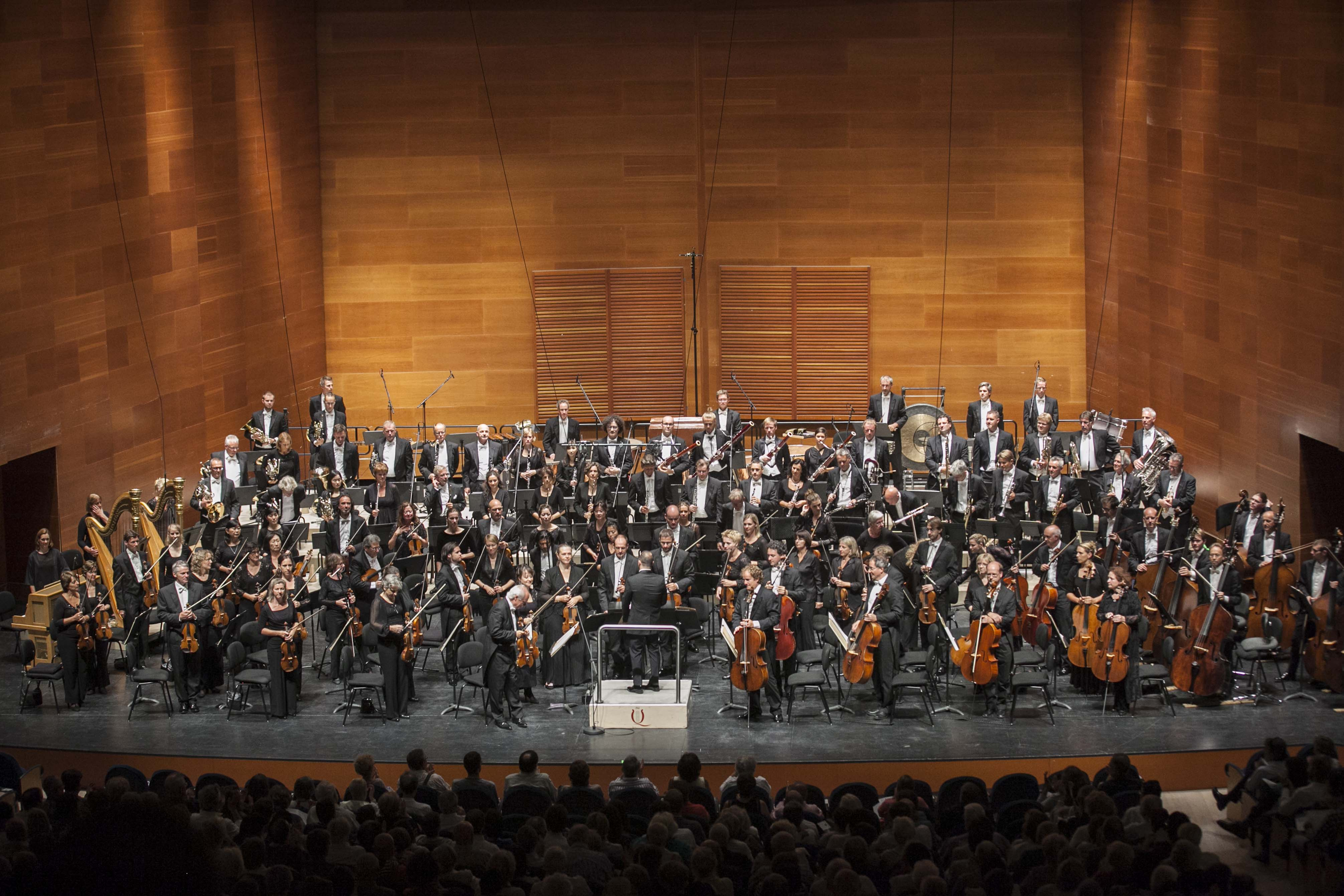
鹿特丹爱乐乐团，2014年8月

鹿特丹愛樂樂團（荷蘭語：Rotterdams Philharmonisch Orkest）乃植根於荷蘭鹿特丹市的交響樂團之一，亦是繼阿姆斯特丹皇家音樂廳樂團後的第二大荷蘭樂團。
當該樂團於1918年由少部分音樂家創立時，卻以「專業音樂家藝術培訓機構」之名義創立的。該樂團亦曾給予一個目標予眾成員—便是使大眾享有享受音樂的空間，避免盲目過份追求。鹿特丹愛樂樂團之首任音樂總監乃身兼鹿特丹市兩間音樂學院總監的韋林·費爾澤（Willem Felzer），其後改由亞歷山大·舒穆勒（Alexander Schmuller）接任，為期兩年。
1930年5月，埃德瓦·弗普斯（Eduard Flipse）被委任為指揮，至1962年止。

## 外部連結
- 鹿特丹愛樂樂團的Discogs页面（英文）